# Улица Шверника (Самара)
Улица Шве́рника — улица в Промышленном районе Самары, на границе между микрорайонами Солнечный-1 и Солнечный-2. Начинается от Ново-Садовой улицы, заканчивается на Солнечной улице, пересекает небольшую Звёздную улицу. Имеет значительный уклон в сторону Волги.

## История
До 1987 года улица Шверника была частью 6 просеки. До 1957 года в районе Оврага подпольщиков уже была улица, названная в честь Николая Шверника, но её переименовали в Профсоюзную.

## Здания и сооружения
Дома по улице Шверника в основном советские панельные 1987—1989 годов. Так же имеются новостройки[уточнить] и кирпичный дом.
В начале улицы (Шверника, 1) находится комплекс Детской инфекционной больницы, который работает с 1965 года. Ныне включает в себя и территорию бывшего санатория "Юность".
В конце улицы, близ её пересечения с ул. Солнечной находится большой сквер вокруг школы № 139.

## Транспорт
Движения общественного транспорта по этой улице нет, до неё можно добраться по Ново-Садовой и Солнечной улицам:
- трамвай (по Ново-Садовой): 5, 20, 20к, 22, 24 — до остановки «Детская больница»
- автобус (по Ново-Садовой): 50 — до остановки «Детская больница»
- автобус (по Солнечной): 61 — до остановки «Шверника / Школа № 139»
- маршрутные такси (по Ново-Садовой): 21 м, 261, 397, 429 — до остановки «Детская больница»
- маршрутные такси (по Солнечной): 88, 89, 226 — до остановки «Шверника / Школа № 139»

## Почтовые индексы
443029 и 443124.